# Thottea papilionis
Thottea papilionis är en piprankeväxtart som beskrevs av T.L.Yao. Thottea papilionis ingår i släktet Thottea och familjen piprankeväxter. Inga underarter finns listade i Catalogue of Life.